# Páloi
Páloi är en ort i Grekland.   Den ligger i prefekturen Nomós Dodekanísou och regionen Sydegeiska öarna, i den sydöstra delen av landet, 300 km sydost om huvudstaden Aten. Páloi ligger 10 meter över havet och antalet invånare är 167. Den ligger på ön Nísos Nísyros.
Terrängen runt Páloi är kuperad söderut, men åt nordväst är den platt. Havet är nära Páloi åt nordost.  Närmaste större samhälle är Mandráki, 3,4 km väster om Páloi. 